# 考艾变豆菜
考艾变豆菜（学名：Sanicula kauaiensis），是夏威夷群岛考艾岛特有及灭绝的一种植物。历史上考艾变豆菜仅有两次标本采集记录，其模式标本采集于怀厄莱阿莱山，另一个标本则来自卡拉劳山谷。自1950年代后该物种便再未被见到过，外来的入侵动植物所造成的影响可能导致了它们的绝灭。
考艾变豆菜是一种多年生草本植物，它们的栖息地不明，但已知其曾被发现于陡峭的草坡上。